# Paljuvi
Paljuvi (srbsky Паљуви) jsou vesnice v středo-západní části Srbska, administrativně spadající pod opštinu Ub. Rozkládá se na komunikaci mezi městy Ub a Lajkovac, v mírně zvlněné krajině (tzv. tamnavska ravnica). V roce 2011 zde žilo 691 obyvatel. Nadmořská výška vesnice činí okolo sto padesáti metrů.
Název vesnice pochází od slova fazole (pasulji-paljuvi). 
Z národnostního hlediska je obyvatelstvo většinově srbské národnosti (cca 89 %).
Vesnice se rozkládá okolo výše zmíněné silnice. Západně od ní vede Dálnice A2 (tzv. dálnice Miloše Obrenoviće – Miloš Veliki). Od roku 1988 se zde nachází jezero. 